# Benita von Falkenhayn
Benita von Falkenhayn (* 14. August 1900 in Berlin als Benita Ursula Wilhelmine Kathi Flori von Zollikofer-Altenklingen; † 18. Februar 1935 in Berlin-Plötzensee) war eine deutsche Adelige, die in der Zeit der Weimarer Republik und des nationalsozialistischen Deutschen Reiches für den polnischen Nachrichtendienst spionierte. Sie wurde 1934 enttarnt und 1935 hingerichtet.

## Leben
Benitas Eltern waren der Leutnant und spätere Königlich preußischer Rittmeister Walter von Zollikofer-Altenklingen und dessen Ehefrau Flora geb. Martiny. Ihre Eltern hatten 1897 in Berlin geheiratet und waren nach Stolp in Pommern gezogen. Zur Niederkunft kehrte ihre Mutter Flora in ihr Elternhaus in der Großen Frankfurter Straße 27 (heute Karl-Marx-Allee 69a) in Berlin zurück und gebar dort Benita. 1909 ließen sich ihre Eltern in Berlin scheiden. Ihre Jugendzeit verbrachte sie in Schöneberg. Im März 1917 wurde sie in der dortigen Kirche zum Heilsbronnen eingesegnet.
Von 1921 bis 1923 war Benita mit dem Leutnant a. D. Eckhart Müller verheiratet. Nach ihrer Scheidung heiratete sie im selben Jahr in Berlin-Schöneberg den Oberleutnant a. D. Richard von Falkenhayn-Wronschtin (* 1897; † 1970). Auch diese Ehe wurde 1930 geschieden. Zum familiären Umfeld gehörte zuvor auch eine entfernte Cousine ihres damaligen Mannes, Eta von Falkenhayn, seit 1926 Ehefrau des späteren Widerstandskämpfers Henning von Tresckow. Ein näherer Zusammenhang mit von Benitas Tätigkeit dazu ist wissenschaftlich nicht belegbar. Ihre letzte Ehe schloss Benita 1932 in Berlin-Charlottenburg mit dem Oberingenieur für Flugzeugbau Josef von Berg.
Benita von Falkenhayn wurde bekannt wegen des Verrats militärischer Geheimnisse an den polnischen Spion Jerzy Sosnowski in der Zeit von 1926 bis 1934. Der polnische Nachrichtenoffizier Major Jerzy Sosnowski warb vor allem weibliche Angestellte des Reichswehrministeriums für Spionagedienste zu Gunsten des polnischen Geheimdienstes an. Der polnische Spionagering wurde im Februar 1934 von der deutschen Abwehr enttarnt und alle Mitglieder wurden festgenommen.
Die Ehe von Benita mit Josef von Berg (* 1896) wurde am 19. Oktober 1934 während der Untersuchungshaft für nichtig erklärt, worauf Benita den Namen ihres zweiten Ehemanns Falkenhayn wieder annahm.
Benita von Falkenhayn wurde zusammen mit ihrer Freundin Renate von Natzmer wegen Hoch- und Landesverrats vom 3. Senat des Volksgerichtshofes am 16. Februar 1935 zum Tode verurteilt und am 18. Februar im Strafgefängnis Berlin-Plötzensee mit einem Handbeil durch den Scharfrichter Carl Gröpler enthauptet. Ihr Führungsoffizier Jerzy Sosnowski wurde zu lebenslanger Zuchthausstrafe verurteilt, aber schon ein Jahr nach seiner Verurteilung gegen mehrere deutsche Agenten, die in Polen enttarnt worden waren, ausgetauscht.
Vor ihrer Verhaftung lebte Benita von Falkenhayn zuletzt in der Kleiststraße 13. Damals gehörte die Straße zu Charlottenburg, heute zu Schöneberg.

## Weitere Literatur
- Helmut R. Hammerich: »Stets am Feind!«. Der Militärische Abschirmdienst (MAD) 1956–1990, 1. Auflage, Vandenhoeck & Ruprecht, Göttingen 2019, S. 53. ISBN 978-3-525-36392-8.